# Tennis Channel Open 1996
Il Tennis Channel Open 1996 è stato un torneo di tennis giocato sul cemento.
È stata la 9ª edizione del Tennis Channel Open,che fa parte della categoria World Series nell'ambito dell'ATP Tour 1996.
Si è giocato a Scottsdale in Arizona dal 4 marzo all'11 marzo 1996.

## Campioni

### Singolare
Wayne Ferreira ha battuto in finale  Marcelo Ríos con il punteggio di 2–6, 6–3, 6–3

### Doppio
Rick Leach /  Patrick Galbraith hanno battuto in finale  Richey Reneberg /  Brett Steven con il punteggio di 5–7, 7–5, 7–5